# Erica van Lente

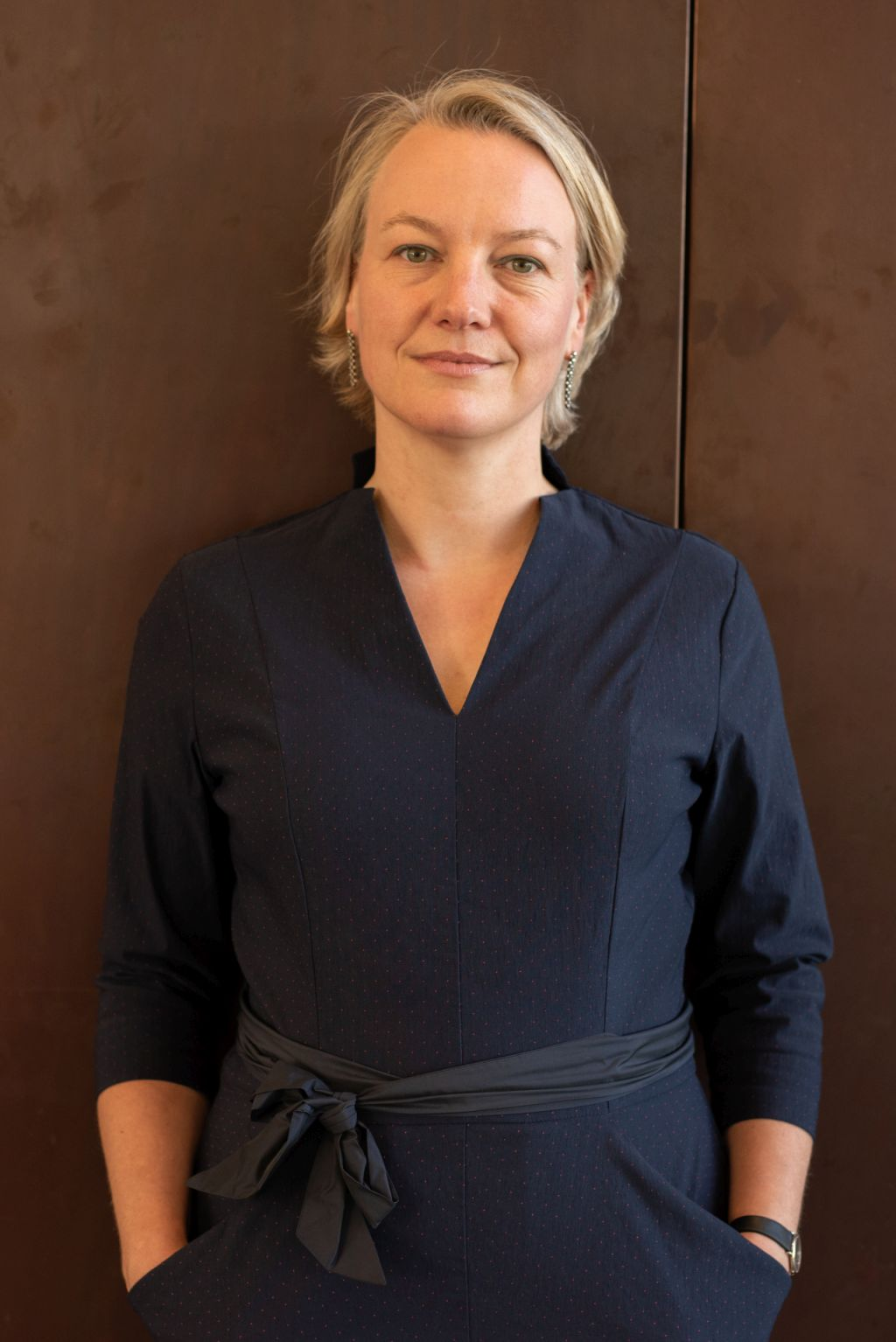
Erica van Lente

Erica van Lente (* 10. August 1979 in Arnhem) ist eine niederländische Politikerin (PvdA), die seit dem 9. Juli 2024 Bürgermeisterin von Midden-Groningen ist.

## Werdegang
Nach ihrem Studium der Romanistik an der Reichsuniversität Groningen arbeitete Erica van Lente in verschiedenen Positionen bei Gasunie. Von 2010 bis 2014 war sie Mitglied des Stadtrats von Groningen und Fraktionsvorsitzende der PvdA, danach arbeitete sie als Leiterin der Abteilung Strategie und Kommunikation bei der niederländischen Radiokommunikationsagentur.
Nach einer kurzen Tätigkeit bei Shell als Beraterin für Außenbeziehungen innerhalb der Nederlandse Aardolie Maatschappij (NAM) wurde sie Direktorin von VerbindDrenthe, einer Plattform, die sich für Breitbandinitiativen in der Provinz Drenthe einsetzt.
Im Februar 2017 wurde sie zur stellvertretenden Bürgermeisterin der Gemeinde Bedum ernannt. Sie hatte dieses Amt bis zum 1. Januar 2019 inne. Zu diesem Zeitpunkt fusionierte Bedum mit den Gemeinden Winsum, Eemsmond und De Marne zur neuen Gemeinde Het Hogeland. Am 18. Oktober 2018 beschloss der Gemeinderat von Dalfsen, sie zur neuen Bürgermeisterin der Gemeinde zu ernennen. Sie wurde am 26. November 2018 ernannt und die Ernennung wurde am 14. Januar 2019 wirksam. Im April 2024 wurde sie durch die Gemeinden als neue Amtsinhaberin für das Bürgermeisteramt vorgeschlagen. Mit Ernennung zum 9. Juli selben Jahres beendete sie ihre Tätigkeit in Dalfsen und nahm ihre Arbeit als Bürgermeisterin von Midden-Groningen auf.
Seit dem 1. Januar 2020 ist sie Mitglied des Aufsichtsrats der Hochschule Windesheim.